# 生物相似藥

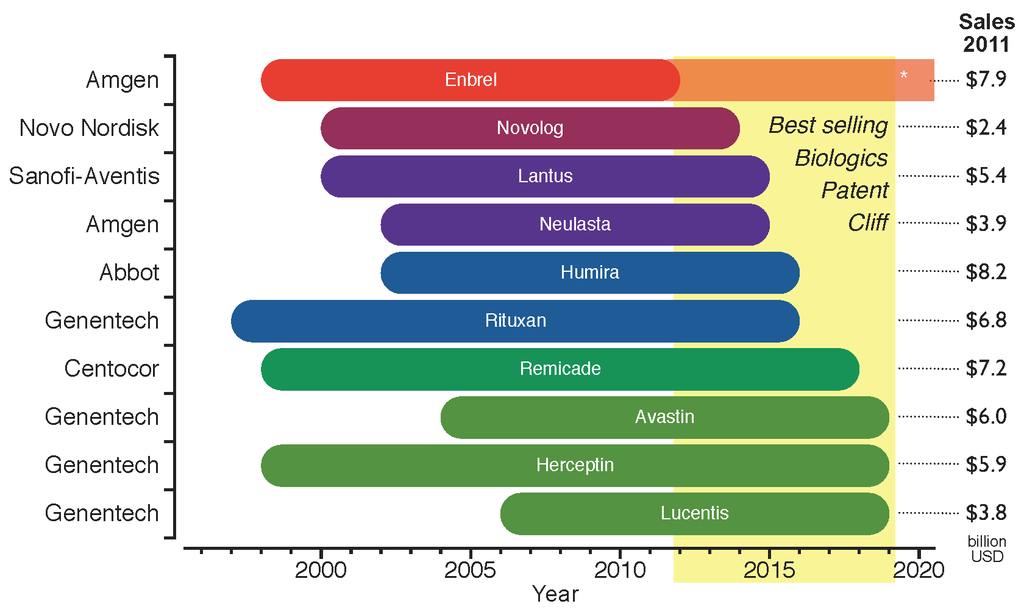
2012-2019销量前十的生物相似药

生物相似藥在美國稱為Biosimilars或是Follow-on biologics；歐盟稱為Similar Biological Medicinal Products；台灣則稱作生物相似藥，是幾乎和原藥品相同，但由不同藥廠製造的生物製劑。也就是原始創新藥品的官方核可版本，當原廠的生物製劑（大分子蛋白藥物）專利到期後，其他藥廠或生物科技公司可以參考該生物製劑的分子結構特性並利用已有數據，研發生產具有相似臨床療效的藥物。

## 概念
生物製劑是癌症與發炎性疾病重要的治療方式。其透過基因工程處理的活體細胞，像是治療性蛋白質（可取代或強化體內功能性蛋白質）以及單株抗體（能精準攻擊特定疾病標的）來製造，藥物結構的形式是3D立體，為許多次單元連結而成，製造過程的條件稍有不同就可能影響結構、純度、有效性的差異，最常用於發炎性自體免疫疾病治療（例如：類風濕性關節炎、乾癬、僵直性脊椎炎等），及癌症標靶治療（例如：乳癌、胃癌、肺癌、腎癌、大腸直腸癌、卵巢癌等）。
生物製劑原開發廠的製造過程條件通常是不公開的商業機密，因此其他藥廠研發生產的藥品不會與原開發廠完全相同，但可以「相似」，因此命名為「生物相似藥」。 
簡單來說，生物相似藥是與現有生物製劑高度相似的藥物，在安全性和有效性方面沒有臨床意義上的差異。

## 生物相似藥的製作與販售
大分子藥品雖在生產相似藥時不可能和原開發廠藥百分之百相同，但能做到「相似、相當」的程度，相較於一般市售的藥品，上市生物相似藥品所依循的法規要求高出許多。

### 製造
由於生物相似藥對溫度和酸鹼度等因素十分敏感，使得它們難以大規模生產，即便是製造條件的微小改變也可能導致最終產品發生意外。
生物相似藥的製造商需負責監測產品開發過程中的所有步驟，以確保藥物的純淨、穩定性及品質，一旦生產過程中出現問題或中斷，就可能影響品質和安全。
因此生物相似藥的製造藥廠將監控整個生產流程，除了進行多項定性分析證明大分子結構與功能達到法規規範的相似度外，還需要完整的臨床一期與三期試驗去證明其安全與療效相當，才能夠申請上市；省略臨床二期是因為二期的目的是要確認有效劑量，而此訊息可以從原開發廠專利藥物來得知，生物相似藥製造廠便直接沿用。
由於上市過程、所耗經費龐大，通常仍需像原廠一樣較有足夠資源與規模的藥廠投入生物相似藥的開發。

### 販售
生物相似藥的訂價相對原開發廠的生物製劑較便宜，能節省醫療支出、降低國家及病患家屬財政負擔，可提供病患另一種較為經濟的治療新選項。
而降低成本的關鍵在於不需要對於每一個適應症都進行大規模的臨床試驗，只要有完整的學理根據、簡化的臨床試驗以及免疫活性分析，就可以依照適應症外推的原則取得和原參考品一樣的適應症核准範圍。

## 生物相似藥的可互換性
多數國家，學名藥一旦被核准，即具有可互換性，也就是藥局藥師可提供代替原廠藥物的學名藥給病人使用；然而生物相似藥並不然，製造藥廠必須提出須顯示該產品與原參考藥物相似，並且可以預期其效果及安全性與任何原參考藥物的臨床結果相同。
FDA於2019年5月已發佈生物相似藥用於證明可互換性的相關法規草案，只有在經過分析並且被FDA確定為「可互換」的生物相似藥，才能在沒有處方籤的情況下由藥師自行替代原參考藥物。然而，到目前為止，FDA尚未指定任何生物相似藥可與其原參考藥物互換。可見生物相似藥相較學名藥而言，在使用程序上有更嚴格的把關。

## 生物相似藥與學名藥的差別
1. 生物相似藥屬於大分子蛋白，分子量最多可達學名藥的1,000倍，較小分子化學藥的學名藥結構上更複雜，因此生物相似藥與學名藥是完全不同的。生物相似藥是透過活細胞製造，學名藥是簡單的化學合成，因此生物相似藥的開發難度比學名藥高，法規的審核標準更嚴謹。
2. 學名藥的審核僅需約50項檢測，而生物相似藥的製程需經過約250 項品質檢測，來確保其療效與安全性與原廠生物製劑相當[10]。

|            | 生物相似藥與生物製劑 (單株抗體)                     | 學名藥 (小分子藥物)              |
| ---------- | --------------------------------------------------- | -------------------------------- |
| 分子量     | 大 約150,000 Da                                     | 小 約180Da                       |
| 結構       | 複雜且可能有多種蛋白質轉譯後修飾                    | 單純與界定明確                   |
| 製程       | 於獨特的細胞株當中製造， 可複製相似（而非相同）複本 | 可預測之化學製程；可複製相同複本 |
| 定性分析   | 難以定性分析                                        | 容易進行完整的定性分析           |
| 免疫抗原性 | 較高可能                                            | 較低可能                         |
| 安定性     | 較易受不同的存放與處理條件影響                      | 相對較為穩定                     |

## 相關法規

#### 歐盟
歐盟是第一個建立生物相似藥品法規的國家，率先打開了生物相似藥的市場，歐洲藥品管理局（EMA）於2005年擬定生物相似藥品規範（Guideline on Similar Biological Medicinal Products），指出生物相似藥品需透過執行比較性研究來證實與原廠藥品有相似的本質。至2019年止已有11個種類、31個品項的生物相似藥品通過藥品審核上市。

#### 美國
美國是生物製劑的主要藥物開發市場，2010年通過關於生物相似藥品的法規—「生物藥品價格競爭與創新法案（Biologics Price Competition Innovation Act, BPCIA）」，明定生物相似藥一旦通過高度生物相似性或可替代性測試，即可上市。為了促進生物相似藥的發展，經核可上市的生物相似性藥品，可享有1年的市場銷售專屬權。至2019年止已有9個種類、16個品項的生物相似藥藥品通過藥品審核上市。

#### 台灣
台灣參照歐洲藥物管理局法規，於2008年由行政院衛生署藥政處正式公佈「藥品查驗登記審查準則-生物相似性藥品查驗登記」，內容提供廠商在申請生物相似性藥品的指引外，也將各類影響用藥安全的風險因子納入規範中，加以預防及管理。
法規明定生物相似藥必須先選擇其參考藥物，於研發過程中使用參考藥物進行比較性研究，並在某些臨床試驗與非臨床試驗和於早期研發階段建立品質目標產品概況(Quality Target Product Profile, QTPP)，經中央衛生主管機關認可核准上市。申請廠商應提供適當數據或資訊，並合乎科學去說明這些試驗數據與已核准上市參考藥品之間的關聯性，並提供資料來銜接台灣已核准上市的參考藥品。

## 延伸閱讀
- Udpa N, Million RP. . Nature Reviews. Drug Discovery. January 2016, 15 (1): 13–4. PMID 26678619. doi:10.1038/nrd.2015.12.
- Jelkmann W. . American Journal of Hematology. October 2010, 85 (10): 771–80. PMID 20706990. doi:10.1002/ajh.21805.
- . Prepared Jointly by the European Medicines Agency and the European Commission.   [10 May 2017]. （原始内容存档于2018-04-20）.
- https://www.pbs.org/newshour/bb/whats-keeping-generic-version-biologic-drugs-u-s-market/ （页面存档备份，存于）